# الجيش الثامن (الدولة العثمانية)
الجيش العثماني الثامن وهو أحد الجيوش العثمانية التسعة، وقد تشكل ليخدم عموم فلسطين خلال الحرب العالمية الأولى، وكان مقره مدينة طولكرم الفلسطينية.

## تاريخ الجيش
تم إنشاء الجيش العثماني الثامن عام 1917، واستمر حتى تاريخ 13 نوفمبر 1918؛ عقب تعرض الجيش للهزيمة أمام بريطانيا خلال معارك الحرب العالمية الأولى التي وقعت في فلسطين.

## قادة الجيش
- كريس فون كرسنشتاين (2 أكتوبر 1917 – 2 ديسمبر 1917).
- جواد تشوبانلي (2 ديسمبر 1917 – 3 نوفمبر 1918).[4]

## مقر الجيش
كان مقر الجيش العثماني الثامن الذي يضم قيادته يقع في مدينة طولكرم الفلسطينية، ومن أهم مواقع الجيش الثامن في مدينة طولكرم: معسكر الفاضلية، ومعسكر محطة قطار طولكرم، ومبنى السرايا العثمانية بالمدينة والذي خصص كمبنى قيادة الجيش، وقد كانت تقيم قيادة الجيش في هذا المبنى وعلى رأسهم قادة الجيش كريس فون كرسنشتاين و جواد تشوبانلي.

### معركة مقر الجيش
خلال معركة طولكرم في الحرب العالمية الأولى، قامت قوات الإمبراطورية البريطانية بمهاجمة مقر قيادة الجيش الثامن العثماني في مدينة طولكرم بتاريخ 19 سبتمبر 1918، وبذلك استولت الإمبراطورية البريطانية على المقر، وأدت المعركة إلى مقتل العشرات من جنود الدولة العثمانية، إضافة إلى سقوط مدينة طولكرم بيد الإمبراطورية البريطانية، حيث تعد مدينة طولكرم ذات وزن عسكري وسياسي ثقيل لدى الدولة العثمانية وبخاصة لدى قيادة الجيش العثماني الثامن، ولا زالت المدينة تضم حتى اليوم قتلى المعركة في "مقبرة طولكرم الحربية".

## تشكيلات الجيش
كانت تشكيلات الجيش العثماني الثامن بهذا الشكل:

### تشكيلة يناير 1918
- الفيلق الثاني والعشرون (ويضم:الشعبة الثالثة، والشعبة السابعة، والشعبة 20).
- الفرقة 16.
- الشعبة 54.
- فرقة الفرسان القوقازية الثانية.[7]

### تشكيلة سبتمبر 1918
- الفيلق الثاني والعشرون (ويضم:الشعبة السابعة، والشعبة 20).
- فرقة الجناح الأيسر (وتضم: الشعبة 16، والشعبة 19، وفيلق آسيا الألماني).
- فرقة الفرسان القوقازية الثانية.[8]

### تشكيلة نوفمبر 1918[9]
- الفيلق السابع عشر (ويضم:الشعبة 58).
- الفيلق الحادي والعشرون (ويضم:الشعبة 57).